# 速霸陸Dex
速霸陸Dex（日语：スバル・デックス）為2008年至2012年間由日本大發工業製造、富士重工業販售的次緊湊型車，其原型車為大發Coo（外銷版名大發Materia）。

## 概要
自2005年10月富士重工業納入豐田汽車體系以來，為了整合集團資源，2008年4月10日三方公開發表合作開發的意向。第一部三方合作成果的車款便是以大發Coo為基礎而開發的速霸陸Dex（兄弟車尚有豐田bB、Scion XB），另一部則是以大發Boon為原型的第四代Justy。雖然原型車來自豐田或大發，但富士重工業仍針對水箱護罩、葉子板、進氣壩、車頭燈等部位稍作修飾，以便和原型車作出區隔。
車名「Dex」乃是取自英語中「Dexterity（靈巧）」的自創字，此外該款車的廣告標語「Design Box」也能看出其端倪。

## 歷史
2008年 - 11月13日正式公開銷售，基本機械結構和動力來源都和大發Coo相同，外觀上的最大差異在於廠徽銘牌和細部裝飾。可分成三個等級，其中舒適版增加恆溫空調系統與鋁合金輪圈，頂級運動版則另增MOMO運動化方向盤和藍光裝飾。第二排座椅可前後移動240mm，故可創造多樣化的車室空間運用。為了安全考量，六具安全氣囊被列為全車系的標準配備。動力心臟為1.3L直列四缸DOHC K3-VE型引擎，最大輸出的馬力和扭力分別為92hp / 6,000rpm、12.5kg·m / 4,400rpm，四速自排變速系統為單一選擇，另可選購4WD。
2011年 - 10月停產，但仍繼續接單生產，直至翌年11月停售為止。

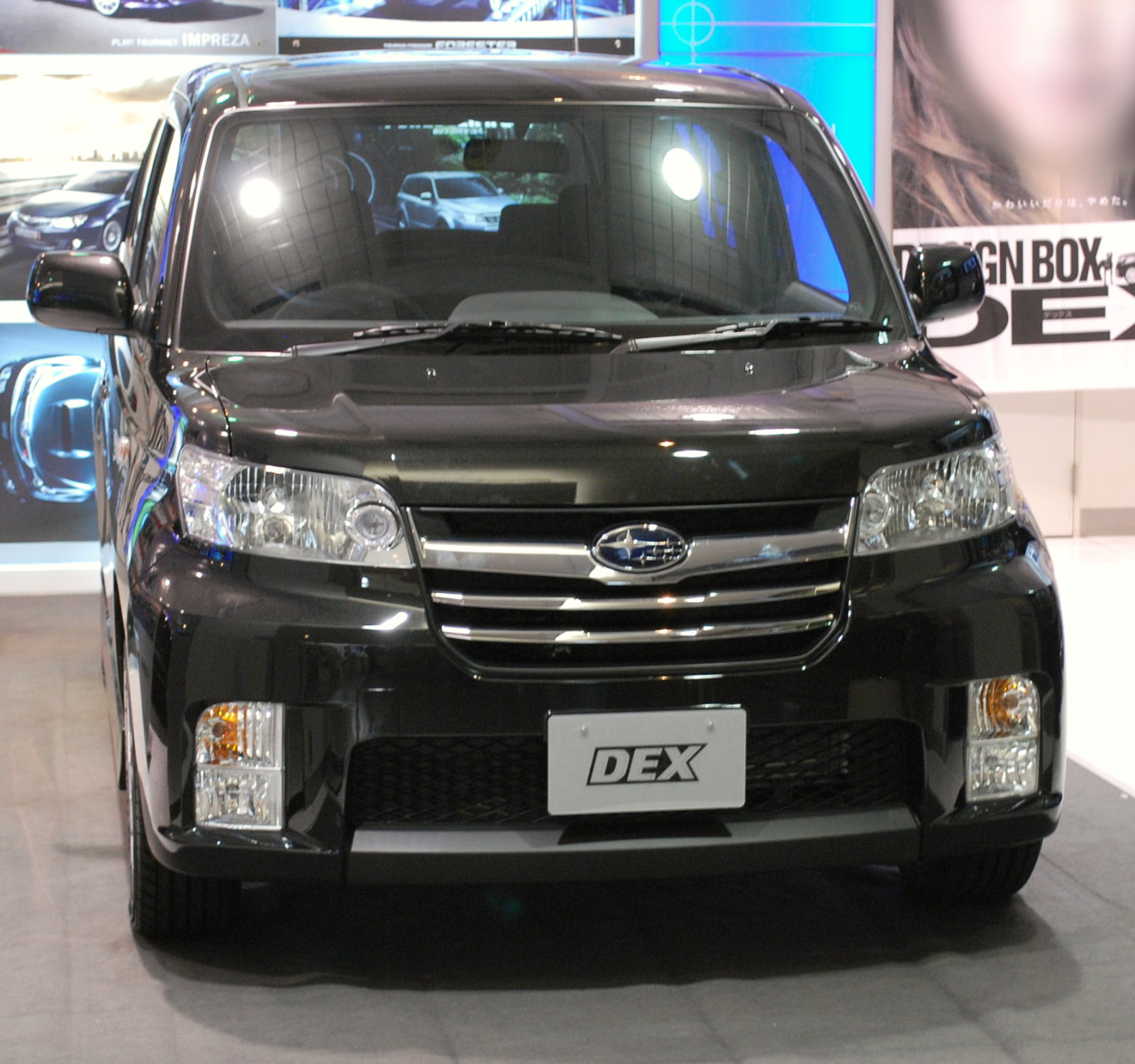
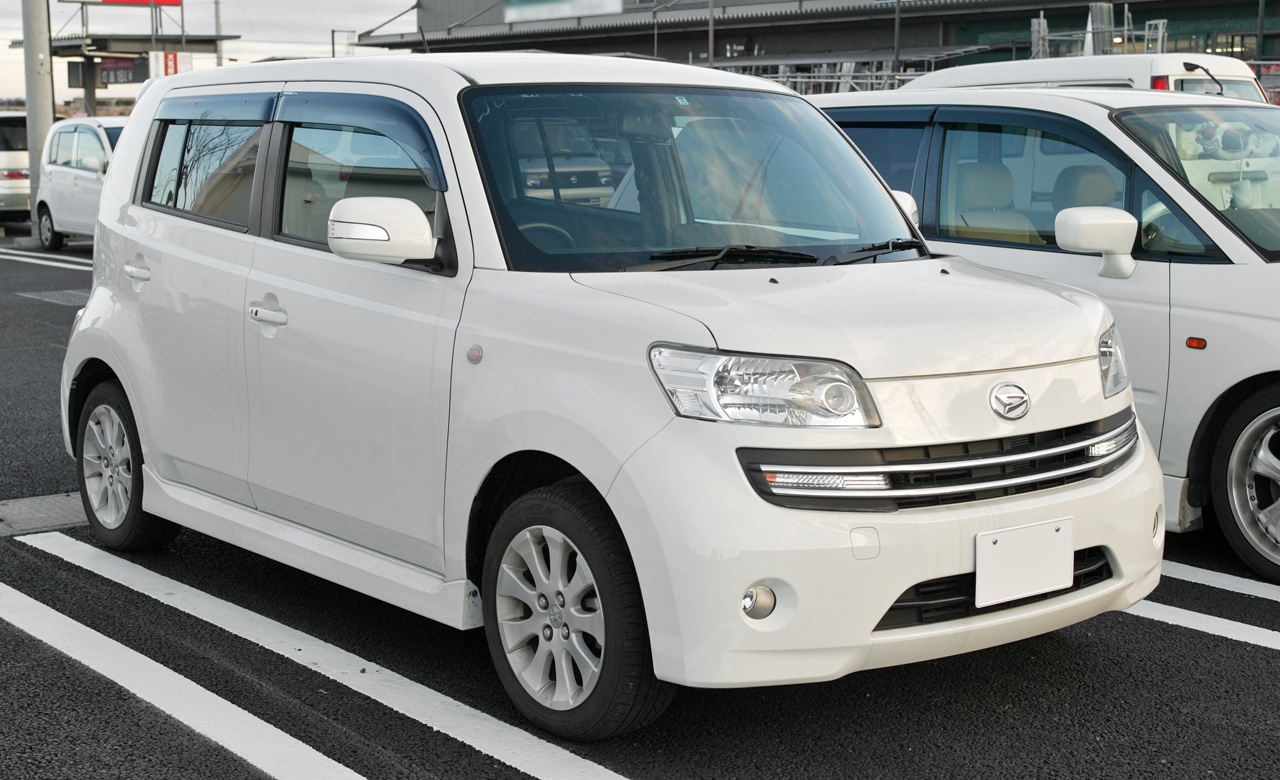
大發Coo
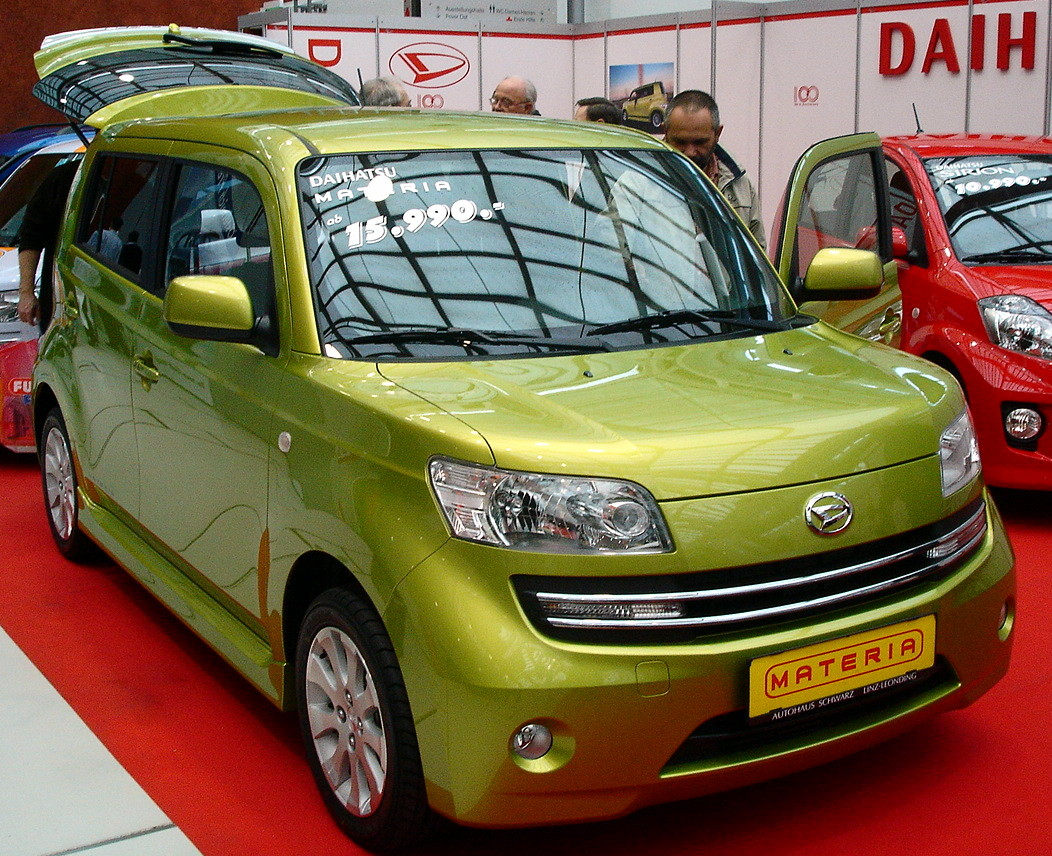
大發Materia
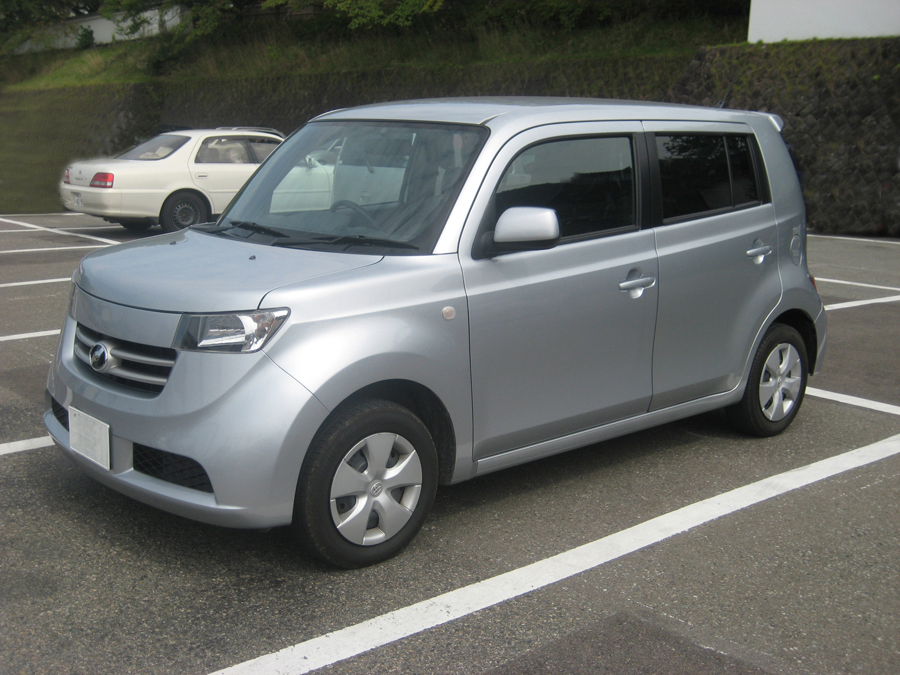
豐田bB

## 外部連結
- （日語）日本官方網站
- AutoNet：DAIHATSU Coo改掛昂宿六星，SUBARU DEX日本登場